# Grande Prêmio da Áustria de 2018 (MotoGP)
O Grande Prêmio da MotoGP da Áustria de 2018 ocorreu em 12 de agosto.

## Resultados

### Classificação MotoGP
| Pos | Piloto            | Equipe                      | Moto    | Tempo     | Pontos |
| --- | ----------------- | --------------------------- | ------- | --------- | ------ |
| 1   | Jorge Lorenzo     | Ducati Team                 | Ducati  | 39'40.688 | 25     |
| 2   | Marc Marquez      | Repsol Honda Team           | Honda   | +0.130    | 20     |
| 3   | Andrea Dovizioso  | Ducati Team                 | Ducati  | +1.656    | 16     |
| 4   | Cal Crutchlow     | LCR Honda CASTROL           | Honda   | +9.434    | 13     |
| 5   | Danilo Petrucci   | Alma Pramac Racing          | Ducati  | +13.169   | 11     |
| 6   | Valentino Rossi   | Movistar Yamaha MotoGP      | Yamaha  | +14.026   | 10     |
| 7   | Dani Pedrosa      | Repsol Honda Team           | Honda   | +14.156   | 9      |
| 8   | Alex Rins         | Team SUZUKI ECSTAR          | Suzuki  | +16.644   | 8      |
| 9   | Johann Zarco      | Monster Yamaha Tech 3       | Yamaha  | +20.760   | 7      |
| 10  | Alvaro Bautista   | Angel Nieto Team            | Ducati  | +20.844   | 6      |
| 11  | Tito Rabat        | Reale Avintia Racing        | Ducati  | +21.114   | 5      |
| 12  | Maverick Viñales  | Movistar Yamaha MotoGP      | Yamaha  | +22.939   | 4      |
| 13  | Andrea Iannone    | Team SUZUKI ECSTAR          | Suzuki  | +26.523   | 3      |
| 14  | Bradley Smith     | Red Bull KTM Factory Racing | KTM     | +29.168   | 2      |
| 15  | Takaaki Nakagami  | LCR Honda IDEMITSU          | Honda   | +30.072   | 1      |
| 16  | Hafizh Syahrin    | Monster Yamaha Tech 3       | Yamaha  | +30.343   | 0      |
| 17  | Aleix Espargaro   | Aprilia Racing Team Gresini | Aprilia | +31.775   | 0      |
| 18  | Jack Miller       | Alma Pramac Racing          | Ducati  | +34.375   | 0      |
| 19  | Franco Morbidelli | EG 0,0 Marc VDS             | Honda   | +40.171   | 0      |
| 20  | Scott Redding     | Aprilia Racing Team Gresini | Aprilia | +53.020   | 0      |
| 21  | Karel Abraham     | Angel Nieto Team            | Ducati  | +53.261   | 0      |
| 22  | Thomas Luthi      | EG 0,0 Marc VDS             | Honda   | +54.355   | 0      |

### Classificação Moto2
| Pos | Piloto              | Equipe                     | Moto     | Tempo     | Pontos |
| --- | ------------------- | -------------------------- | -------- | --------- | ------ |
| 1   | Francesco Bagnaia   | SKY Racing Team VR46       | Kalex    | 37'45.914 | 25     |
| 2   | Miguel Oliveira     | Red Bull KTM Ajo           | KTM      | +0.264    | 20     |
| 3   | Luca Marini         | SKY Racing Team VR46       | Kalex    | +5.953    | 16     |
| 4   | Mattia Pasini       | Italtrans Racing Team      | Kalex    | +6.114    | 13     |
| 5   | Jorge Navarro       | Federal Oil Gresini Moto2  | Kalex    | +8.554    | 11     |
| 6   | Brad Binder         | Red Bull KTM Ajo           | KTM      | +8.944    | 10     |
| 7   | Marcel Schrotter    | Dynavolt Intact GP         | Kalex    | +9.126    | 9      |
| 8   | Joan Mir            | EG 0,0 Marc VDS            | Kalex    | +12.404   | 8      |
| 9   | Fabio Quartararo    | (+)Ego - Speed Up Racing   | Speed Up | +16.250   | 7      |
| 10  | Iker Lecuona        | Swiss Innovative Investors | KTM      | +16.718   | 6      |
| 11  | Romano Fenati       | Marinelli Snipers Team     | Kalex    | +16.829   | 5      |
| 12  | Danny Kent          | (+)Ego - Speed Up Racing   | Speed Up | +17.716   | 4      |
| 13  | Andrea Locatelli    | Italtrans Racing Team      | Kalex    | +23.200   | 3      |
| 14  | Stefano Manzi       | Forward Racing Team        | Suter    | +27.944   | 2      |
| 15  | Tetsuta Nagashima   | IDEMITSU Honda Team Asia   | Kalex    | +27.994   | 1      |
| 16  | Khairul Idham Pawi  | IDEMITSU Honda Team Asia   | Kalex    | +28.493   | 0      |
| 17  | Dominique Aegerter  | Kiefer Racing              | KTM      | +29.043   | 0      |
| 18  | Steven Odendaal     | NTS RW Racing GP           | NTS      | +38.176   | 0      |
| 19  | Joe Roberts         | NTS RW Racing GP           | NTS      | +40.544   | 0      |
| 20  | Jules Danilo        | Nashi Argan SAG Team       | Kalex    | +41.655   | 0      |
| 21  | Niki Tuuli          | Petronas Sprinta Racing    | Kalex    | +41.727   | 0      |
| 22  | Bo Bendsneyder      | Tech 3 Racing              | Tech 3   | +42.766   | 0      |
| 23  | Isaac Viñales       | Forward Racing Team        | Suter    | +43.811   | 0      |
| 24  | Alejandro Medina    | SAG Team                   | Kalex    | +45.372   | 0      |
| 25  | Xavi Cardelus       | Team Stylobike             | Kalex    | +51.185   | 0      |
| 26  | Lorenzo Baldassarri | Pons HP40                  | Kalex    | +1'13.901 | 0      |

### Classificação Moto3
| Pos | Piloto                 | Equipe                    | Moto  | Tempo     | Pontos |
| --- | ---------------------- | ------------------------- | ----- | --------- | ------ |
| 1   | Marco Bezzecchi        | Redox PruestelGP          | KTM   | 37'13.198 | 25     |
| 2   | Enea Bastianini        | Leopard Racing            | Honda | +0.473    | 20     |
| 3   | Jorge Martin           | Del Conca Gresini Moto3   | Honda | +0.544    | 16     |
| 4   | Albert Arenas          | Angel Nieto Team Moto3    | KTM   | +1.373    | 13     |
| 5   | Lorenzo Dalla Porta    | Leopard Racing            | Honda | +1.421    | 11     |
| 6   | Jaume Masia            | Bester Capital Dubai      | KTM   | +1.519    | 10     |
| 7   | Ayumu Sasaki           | Petronas Sprinta Racing   | Honda | +8.585    | 9      |
| 8   | Gabriel Rodrigo        | RBA BOE Skull Rider       | KTM   | +8.658    | 8      |
| 9   | Tony Arbolino          | Marinelli Snipers Team    | Honda | +8.691    | 7      |
| 10  | Aron Canet             | Estrella Galicia 0,0      | Honda | +8.809    | 6      |
| 11  | Fabio Di Giannantonio  | Del Conca Gresini Moto3   | Honda | +8.824    | 5      |
| 12  | John Mcphee            | CIP - Green Power         | KTM   | +8.944    | 4      |
| 13  | Jakub Kornfeil         | Redox PruestelGP          | KTM   | +9.671    | 3      |
| 14  | Philipp Oettl          | Sudmetal Schedl GP Racing | KTM   | +14.685   | 2      |
| 15  | Marcos Ramirez         | Bester Capital Dubai      | KTM   | +14.697   | 1      |
| 16  | Kaito Toba             | Honda Team Asia           | Honda | +19.377   | 0      |
| 17  | Adam Norrodin          | Petronas Sprinta Racing   | Honda | +19.419   | 0      |
| 18  | Tatsuki Suzuki         | SIC58 Squadra Corse       | Honda | +19.504   | 0      |
| 19  | Darryn Binder          | Red Bull KTM Ajo          | KTM   | +19.550   | 0      |
| 20  | Ai Ogura               | Asia Talent Team          | Honda | +19.602   | 0      |
| 21  | Kazuki Masaki          | RBA BOE Skull Rider       | KTM   | +19.706   | 0      |
| 22  | Niccolò Antonelli      | SIC58 Squadra Corse       | Honda | +19.981   | 0      |
| 23  | Nicolo Bulega          | SKY Racing Team VR46      | KTM   | +23.419   | 0      |
| 24  | Alonso Lopez           | Estrella Galicia 0,0      | Honda | +24.056   | 0      |
| 25  | Vicente Perez          | Reale Avintia Academy 77  | KTM   | +27.634   | 0      |
| 26  | Dennis Foggia          | SKY Racing Team VR46      | KTM   | +27.747   | 0      |
| 27  | Stefano Nepa           | CIP - Green Power         | KTM   | +35.938   | 0      |
| 28  | Nakarin Atiratphuvapat | Honda Team Asia           | Honda | +46.868   | 0      |
| 29  | Maximilian Kofler      | Motosport Kofler          | KTM   | +47.289   | 0      |